# Обер, Поль
Поль Обер (фр. Paul Aubert, 31 марта 1872, г. Ним на юге Франции, департамента Гар (регион Лангедок — Руссийон) — 28 февраля 1923, там же) — французский врач и биолог.

## Биография
В 1899 г. вступил в медицинский корпус колониальных войск. Службу проходил в Гайане и в Новой Каледонии. В 1905 г. уволился из армии и работал в Пастеровском институте.
С 1905 г. преподавал в Школе прикладного здравоохранения колоний в Марселе.
В 1908—1909 г. находился на о. Мартинике в составе экспедиции по изучению жёлтой лихорадки.
Позже работал заместителем директора, а затем руководителем Института Пастера в Браззавиле.
В 1909 г. избран членом-корреспондентом Французского общества экзотической патологии.
Участник Первой мировой войны. В 1916—1918 гг. — заместитель генерального медицинского инспектора на македонском фронте, затем главный врач экстренной помощи армейского корпуса в секторе Реймса.
После войны работал врачом больницы кожных заболеваний в родном г. Ниме.
Первый ввёл метод лечения рака кожи (меланомы) при помощи радиотерапии, провёл ряд усовершенствований при применении методов лучевой терапии.
Умер в Ниме.